# Österbottniska avdelningen
Österbottniska avdelningen, eller Österbottniska nationen, (latin: Natio Ostrobothniensis), var en av de ursprungliga studentnationerna som grundades år 1643 vid Kungliga Akademien i Åbo. Efter Åbo brand 1827 flyttade akademien, och med den nationerna, 1828 till Helsingfors där universitet fick namnet Kejserliga Alexanders universitetet. 1829 byter man namn från den Österbottniska nationen till den Österbottniska avdelningen eftersom ordet nation associerar till nationellt självstyre.
Många berömda finländare har varit medlemmar av den Österbottniska avdelningen, Zacharias Topelius skrev in sig i nationen i juni 1833 och började studera vid universitetet i oktober.
År 1837 var den Österbottniska avdelningen i särklass den största av avdelningarna, (nationerna) vid universitetet. Avdelningens medlemmar var politiskt oppositionella och ansågs allmänt som ett subversivt hot från universitetets sida. Universitets konsistorium beslutade att splittra och försvaga denna opposition genom att påbjuda en delning av avdelningen i en Nord- och en Sydösterbottnisk avdelning, detta beslut ogillades starkt av studenterna och i praktiken kom båda avdelningarna att fortsätta sin verksamhet som en fungerande enhet. Johan Vilhelm Snellman utsågs mot sin vilja av universitet, att bli den Nordösterbottniska nationens kurator. Han vägrade att rätta sig efter detta beslut, vilket han ansåg vara ett brott mot universitets författning och den akademiska friheten. Han blev därför kallad till en rättegång inför konsistoriet där han förlorade sin docentur och gick senare i landsflykt.
Som ett tecken på samhörighet efter delningen firades Porthanfesten första gången den 9 november 1839 på 100-årsdagen av Henrik Gabriel Porthans födelse. Porthanfesten fungerade som den Österbottniska avdelningen officiella årsfest fram till nästa delning 1906 och än idag ordnar Österbottniska Delegationen årligen festen till minnet av den odelade nationen. Delningen 1837 blev inte långvarig och genom konsistoriets beslut den 23 november 1844, så återförenades nationen.
Universitetet förbjöd nationerna 1852 och fakulteterna fick uppgiften att övervaka studenterna. Försöket blev kortvarigt och 1868 återställdes nationerna.
I slutet av 1800-talet blev de språkliga motsättningarna hårdare och 1907 splittrades avdelningen i den finskspråkiga Pohjois-Pohjalainen Osakunta och den Sydösterbottniska nationen. Det här var dock bara ett mellansteg för ett år senare delades den Sydösterbottniska avdelningen i finskspråkiga Etelä-Pohjalainen Osakunta och svenskspråkiga Vasa nation. I dag förvaltas arvet efter den odelade Österbottniska nationen av Österbottniska Delegationen.

## Inspektorer
- Georg Alanus 1643-1653
- Axel Kempe   1658–1679      Axelius Andreæ
- Erik Falander Tigerstedt 1679–85
- Simon Paulinus 1685-1688           Simon Pauli
- Jakob Flachsenius 1688-1694
- David Johannis Lund 1700-1705
- Petter Hahn 1706-1713 Universitetet stängt 1713-1721 under Stora ofreden
- Herman Ross 1723–1726
- Isak Björklund 1728-1740  Isaacus Georgii
- Anders Andersson Bergius 1740–1744
- Johan Browallius 1744–1750
- Karl Fredrik Mennander 1750–1757
- Pehr Kalm 1757–1779
- Henrik Gabriel Porthan 1779–1804
- Frans Michael Franzén 1804–1811
- Gustaf Gabriel Hällström 1811–1837 samt 1837–1844 inspektor för den Sydösterbottniska avdelningen
- Johan Jacob Tengström 1844–1848 samt 1837–1844 inspektor för den Nordösterbottniska avdelningen
- Fredrik Woldstedt 1848–1852 t.f. inspektor
- Georg Zacharias Yrjö-Koskinen 1868–1871
- Carl Gustaf von Essen 1871–1875
- Johan Jakob Chydenius 1875 –1880
- Jaakko Forsman 1880–1882
- Konrad Gabriel Hällstén 1882–1884
- Johan Reinhold Aspelin 1884-1885
- Johan Wilhelm Runeberg 1885–1888
- Georg August Asp 1888–1892(93?)
- Eliel Aspelin 1892(–1901
- Ivar August Heikel 1901–1907